# Partia Liberalno-Demokratyczna (Japonia)
Partia Liberalno-Demokratyczna (jap. 自由民主党 Jiyū-minshu-tō; często używa się skrótu 自民党 – Jimin-tō) – największa japońska partia polityczna. Pozostająca u władzy od 1955, czyli od swego powstania, do 2009 roku, poza krótkim okresem rządów koalicji partii będących w opozycji do PLD w 1993 roku (tzw. system 1955 roku). Nie należy jej mylić z Partią Liberalną (1998), która w listopadzie 2003 r. połączyła się z główną partią opozycyjną: Partią Demokratyczną.
W wyborach parlamentarnych w sierpniu 2009, PLD poniosła dotkliwą porażkę, zdobywając tylko 119 mandatów w Izbie Reprezentantów i tracąc władzę na rzecz Partii Demokratycznej.

## Program polityczny
Partia Liberalno-Demokratyczna nie określa swojej pozycji politycznej, lecz jest powszechnie uważana za partię prawicową. W kwestiach gospodarczych postuluje wolny rynek i liberalizm gospodarczy; opowiada się za opartą na eksporcie gospodarką i ścisłą współpracą z USA w polityce zagranicznej i obronnej. Partia przeprowadziła reformę administracyjną obejmującą m.in.: uproszczenie i usprawnienie biurokracji rządowej, prywatyzację przedsiębiorstw państwowych i reformę podatkową, w ramach przygotowań do spodziewanego obciążenia gospodarki starzeniem się społeczeństwa. W ostatnich latach widoczne jest jednak bardziej protekcjonalne podejście partii do gospodarki, spowodowane naleganiem ważnych, małych przedsiębiorstw i okręgów rolniczych na jakąś formę subwencji.
Partia sprzeciwia się legalizacji związków małżeńskich osób tej samej płci.

## Obecne władze
Przewodniczący:
- Shigeru Ishiba

Zastępca przewodniczącego
- Masahiko Kōmura

Sekretarz generalny
- Toshihiro Nikai

## Przewodniczący PLD
Z wyjątkiem Yōhei Kōno i Sadakazu Tanigakiego, każdy z przewodniczących PLD pełnił funkcję premiera Japonii:
1. Ichirō Hatoyama (4 maja 1956 – 14 grudnia 1956)
2. Tanzan Ishibashi (14 grudnia 1956 – 21 marca 1957)
3. Nobusuke Kishi (21 marca 1957 – 14 lipca 1960)
4. Hayato Ikeda (14 lipca 1960 – 1 grudnia 1964)
5. Eisaku Satō (1 grudnia 1964 – 5 lipca 1972)
6. Kakuei Tanaka (5 lipca 1972 – 4 grudnia 1974)
7. Takeo Miki (4 grudnia 1974 – 23 grudnia 1976)
8. Takeo Fukuda (23 grudnia 1976 – 1 grudnia 1978)
9. Masayoshi Ōhira (1 grudnia 1978 – 12 czerwca 1980)
10. Ei'ichi Nishimura (12 czerwca 1980 – 15 lipca 1980) (p.o.)
11. Zenkō Suzuki (15 lipca 1980 – 25 listopada 1982)
12. Yasuhiro Nakasone (25 listopada 1982 – 31 października 1987)
13. Noboru Takeshita (31 października 1987 – czerwca 1989)
14. Sōsuke Uno (2 czerwca 1989 – 8 sierpnia 1989)
15. Toshiki Kaifu (8 sierpnia 1989 – 30 października 1991)
16. Ki'ichi Miyazawa (31 października 1991 – 29 lipca 1993)
17. Yōhei Kōno (30 lipca 1993 – 30 września 1995)
18. Ryūtarō Hashimoto (1 października 1995 – 24 lipca 1998)
19. Keizō Obuchi (24 lipca 1998 – 5 kwietnia 2000)
20. Yoshirō Mori (5 kwietnia 2000 – 24 kwietnia 2001)
21. Jun’ichirō Koizumi (24 kwietnia 2001 – 26 września 2006)
22. Shinzō Abe (26 września 2006 – 26 września 2007)
23. Yasuo Fukuda (26 września 2007 – 22 września 2008)
24. Tarō Asō (22 września 2008 – 16 września 2009)
25. Sadakazu Tanigaki (28 września 2009 – 26 września 2012)
26. Shinzō Abe (26 września 2012 – 14 września 2020)
27. Yoshihide Suga (14 września 2020 – 4 października 2021)
28. Fumio Kishida (4 października 2021 – 27 września 2024)
29. Shigeru Ishiba (27 września 2024 – nadal)

## Liczba członków
W 1990 LDP miało ponad pięć milionów członków, w grudniu 2017 liczba ta wynosiła milion.